# Café del Mar
Cet article concerne le bar. Pour la chanson, voir Café del Mar (chanson).

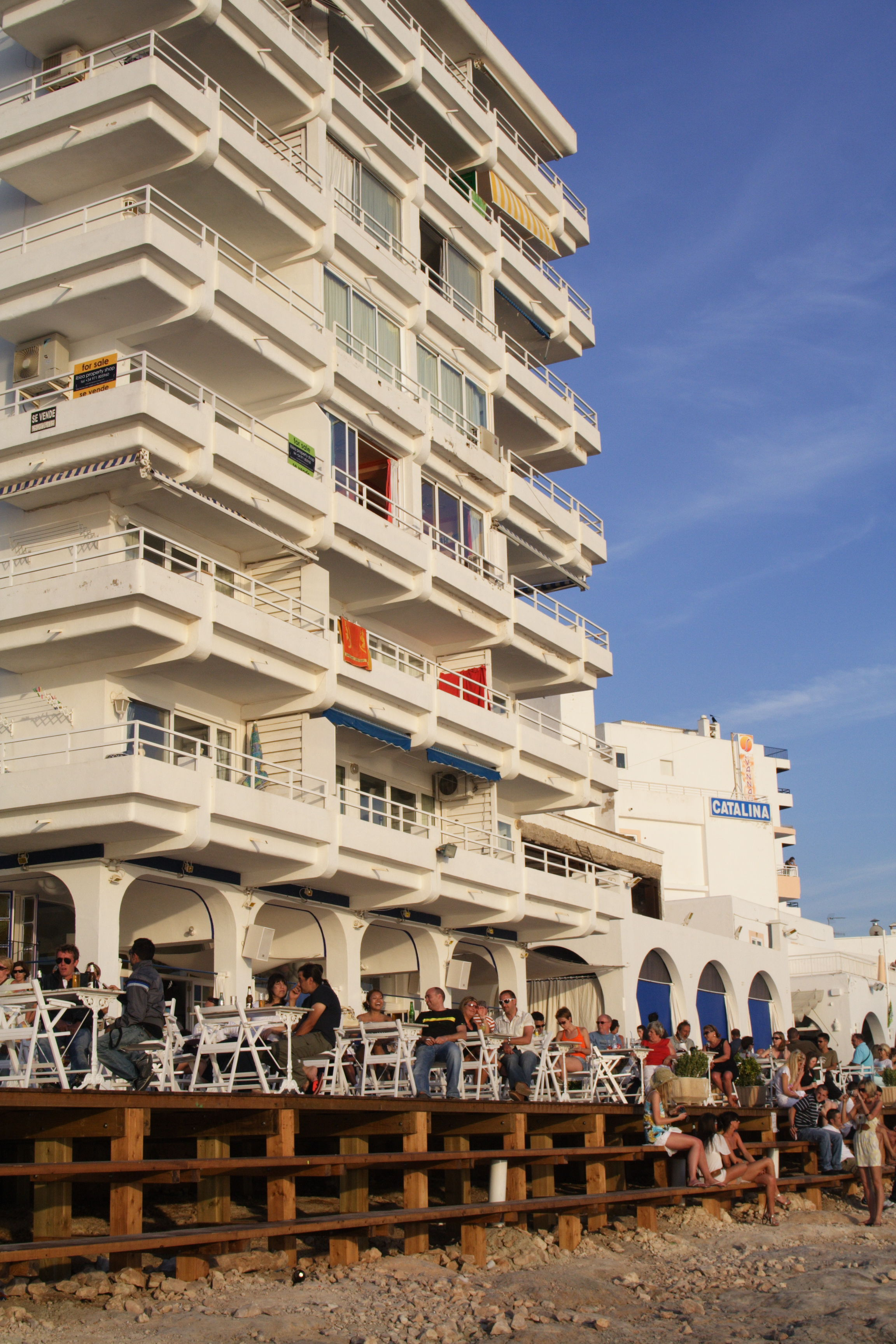
Café del Mar à Sant Antoni en 2007.

Le Café del Mar est un célèbre bar branché d'Ibiza situé à Sant Antoni de Portmany. Il est connu pour son ambiance musicale et son coucher de soleil. En effet la musique lounge qui y est diffusée est différente de celle, plutôt techno-house, que l'on écoute dans la plupart des bars de nuit et discothèques de l'île. Cette caractéristique en a fait un lieu touristique.
Le concept a également été repris à Carthagène des Indes en Colombie.

## Discographie
Les albums sont divisés en 17 catégories :
1. Ambient
2. Anniversary
3. Aria
4. Balearic Grooves
5. Best Of
6. Chillhouse Mix
7. ChillWave
8. Classical
9. Dreams
10. East
11. Ibiza Classics
12. Jazz
13. Piano Works
14. SunScapes
15. Sunset Soundtrack
16. Terrace Mix
17. Volumen

## Influence
Le morceau de musique trance du même nom du groupe musique électronique allemand Energy 52 sorti en 1993 chez Eye Q, le label allemand de Sven Väth, Matthias Hoffmann et Heinz Roth, fait référence à ce bar. Le titre est ensuite publié par de nombreuses maisons de disque ou labels et demeure l'un des morceaux les plus remixés ou repris par divers artistes de musique électronique, particulièrement de musique trance, au même titre que le fameux Age of Love du groupe italo-belge du même nom sorti quelques années plus tôt.